# Пасаж Гартенбергів
Пасаж Гартенбергів — пам'ятка архітектури місцевого значення в місті Івано-Франківську. Охоронний номер 539.

## Історія
Споруджений у 1904 році на зразок подібних торговельних центрів Західної Європи. Це була крита галерея з рядом крамниць по обидва боки проходу, а на другому поверсі — фешенебельна кав'ярня «Едісон». Архітектором проєкту був Карел Боублік — чех, який працював у Львові.
У 1960 році після внутрішньої перебудови (знесення перегородок між окремими крамницями) тут відкрили універмаг.

## Галерея

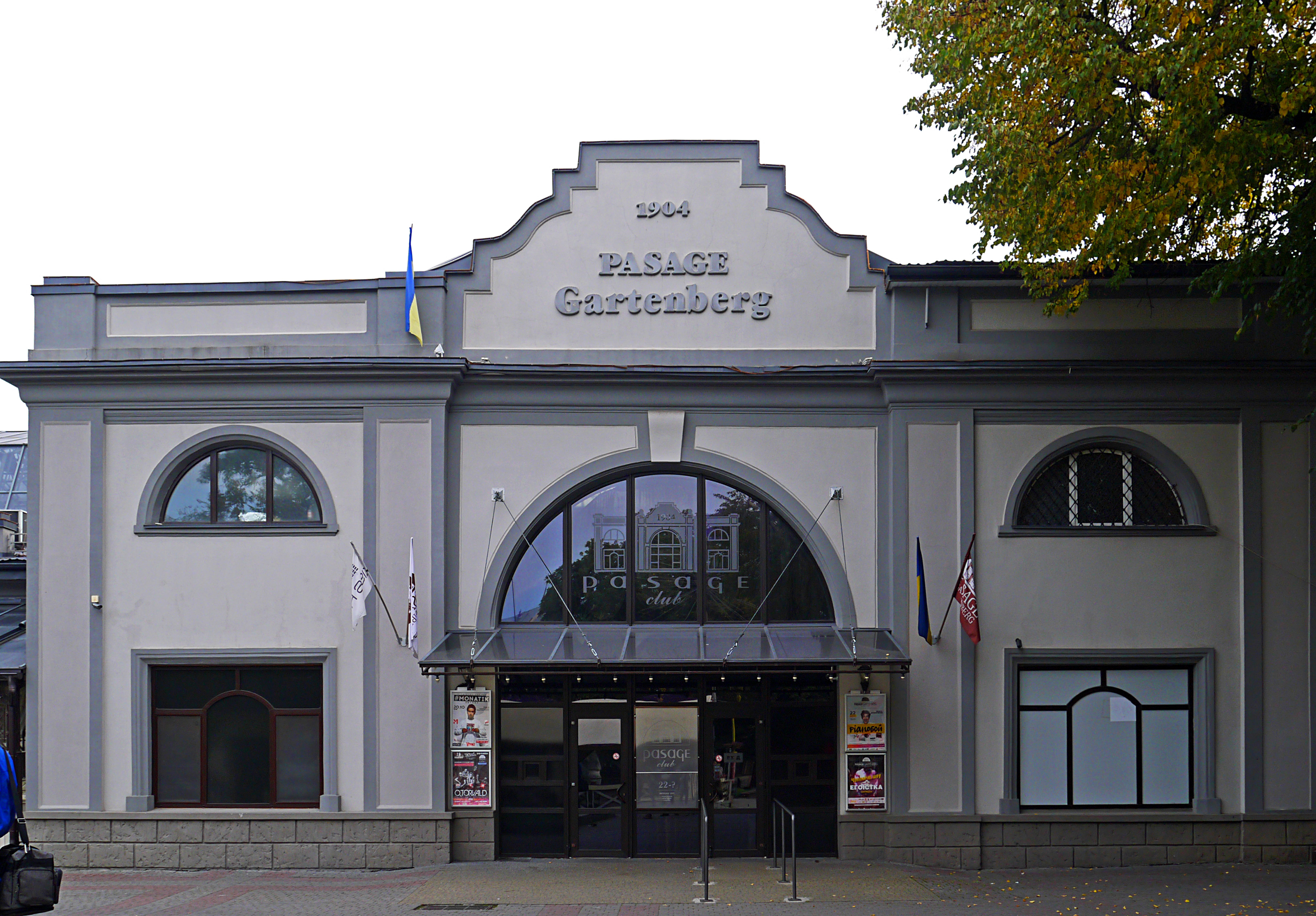
Головний вхід
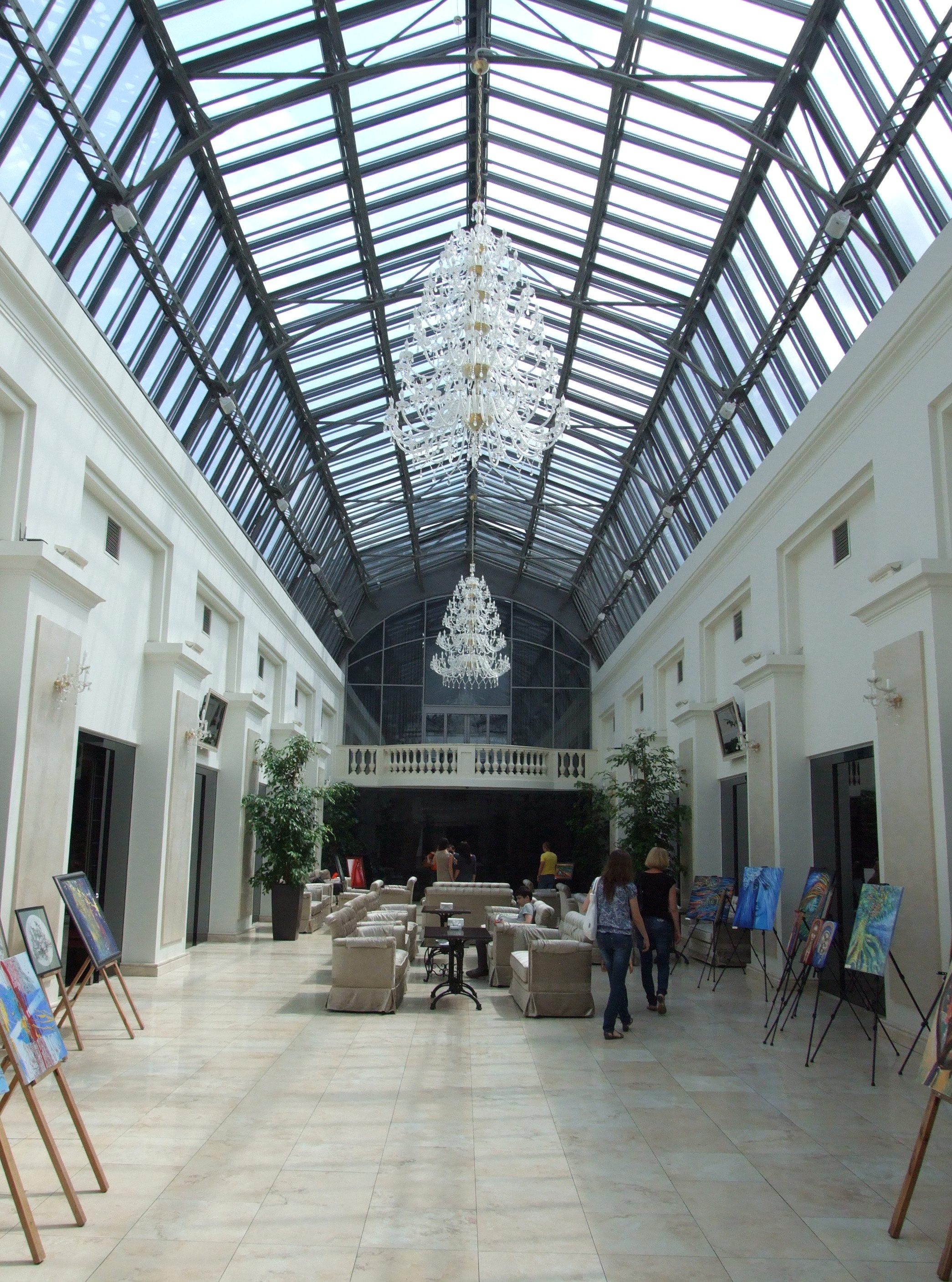
Інтер'єр пасажу
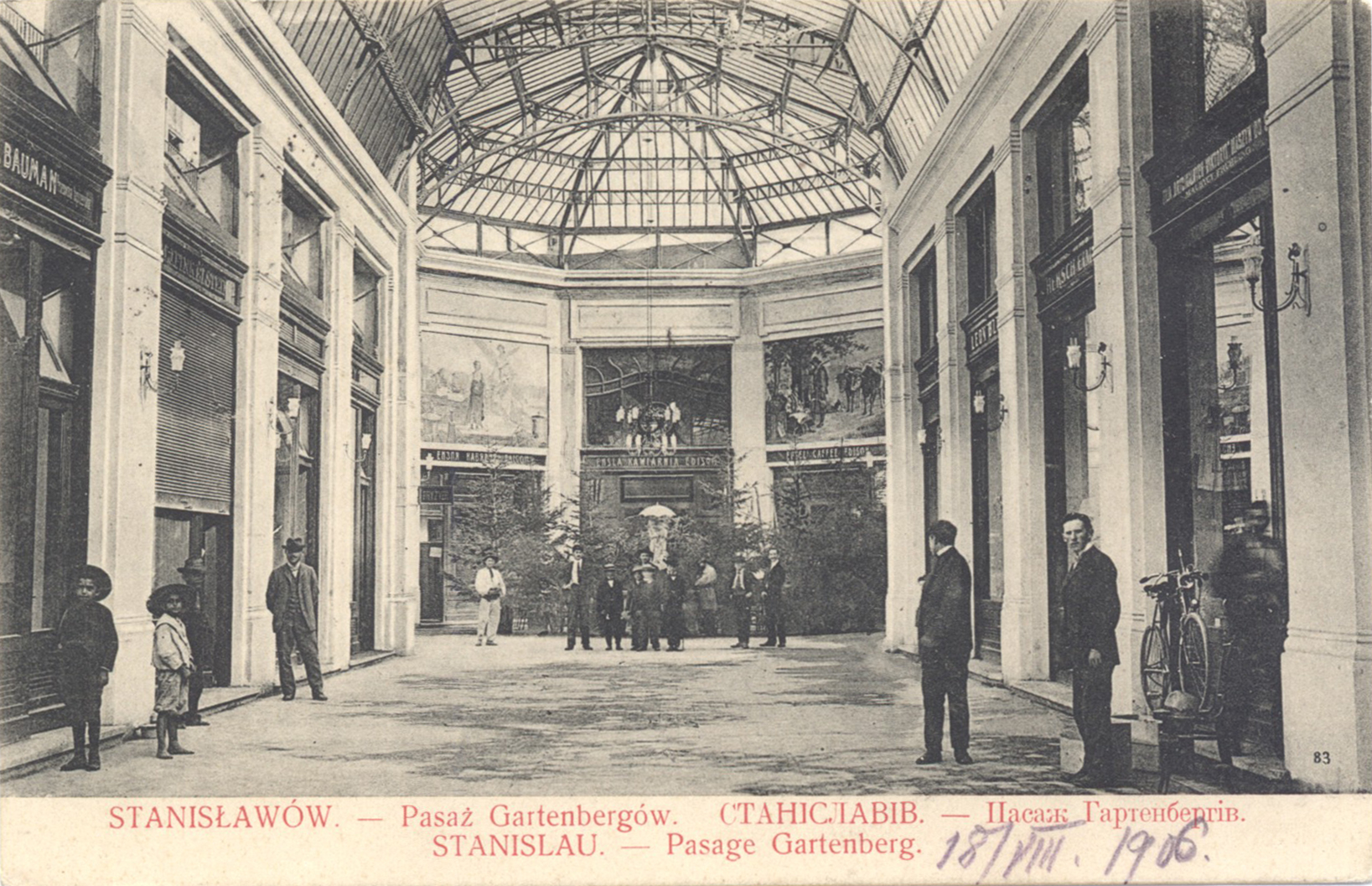
Вигляд пасажу в 1906 році